# Oakdale, Nebraska
Oakdale är en ort i Antelope County i delstaten Nebraska, USA.